# Celulosa oxidada
La celulosa oxidada es un antihemorrágico derivado de la celulosa, insoluble en agua, que puede ser fabricado a partir de la celulosa por la acción de agentes oxidantes como el cloro, peróxido de hidrógeno, ácido peracético, dióxido de cloro, dióxido de nitrógeno, permanganato, ácido hipocloroso, catalizadores metálicos, etc. La celulosa oxidada puede contener ácido carboxílico, aldehído y/o grupos cetónicos, además de los grupos hidroxilo originales del material, dependiendo de la naturaleza del oxidante y las condiciones de reacción.
Es insoluble en agua y en soluciones ácidas, pero soluble en álcalis diluidos. Su acción hemostática se debe a la formación de coágulos artificiales por el ácido celulósico, que tiene una gran afinidad por la hemoglobina. La particularidad de la celulosa oxidada en la clínica estriba en la propiedad de ser absorbida cuando se introduce en los tejidos, ejerciendo además un eficiente efecto hemostático. Esta absorción se efectúa entre el segundo y séptimo día después de la colocación del material seco, dependiendo, no obstante, del riego sanguíneo de la región y de la calidad del producto, pero la absorción de grandes cantidades puede tardar hasta seis semanas.
Con idea de facilitar la oclusión de los vasos sangrantes, se precisa hacer presión con la gasa sobre ellos por uno o dos minutos. Resulta útil el empleo de la celulosa oxidada en todos aquellos casos que la sutura o ligadura es impracticable o inefectiva. Sirve como implante saturado o para taponamiento temporal en las pequeñas hemorragias de vasos, venas, capilares o pequeñas arterias que se pueden encontrar durante las intervenciones quirúrgicas de diversas índoles. La celulosa oxidada, no obstante, no debe ser usada como apósito de superficie, salvo en una inmediata hemorragia, porque inhibe la formación de epitelio.